# Videotelefonia

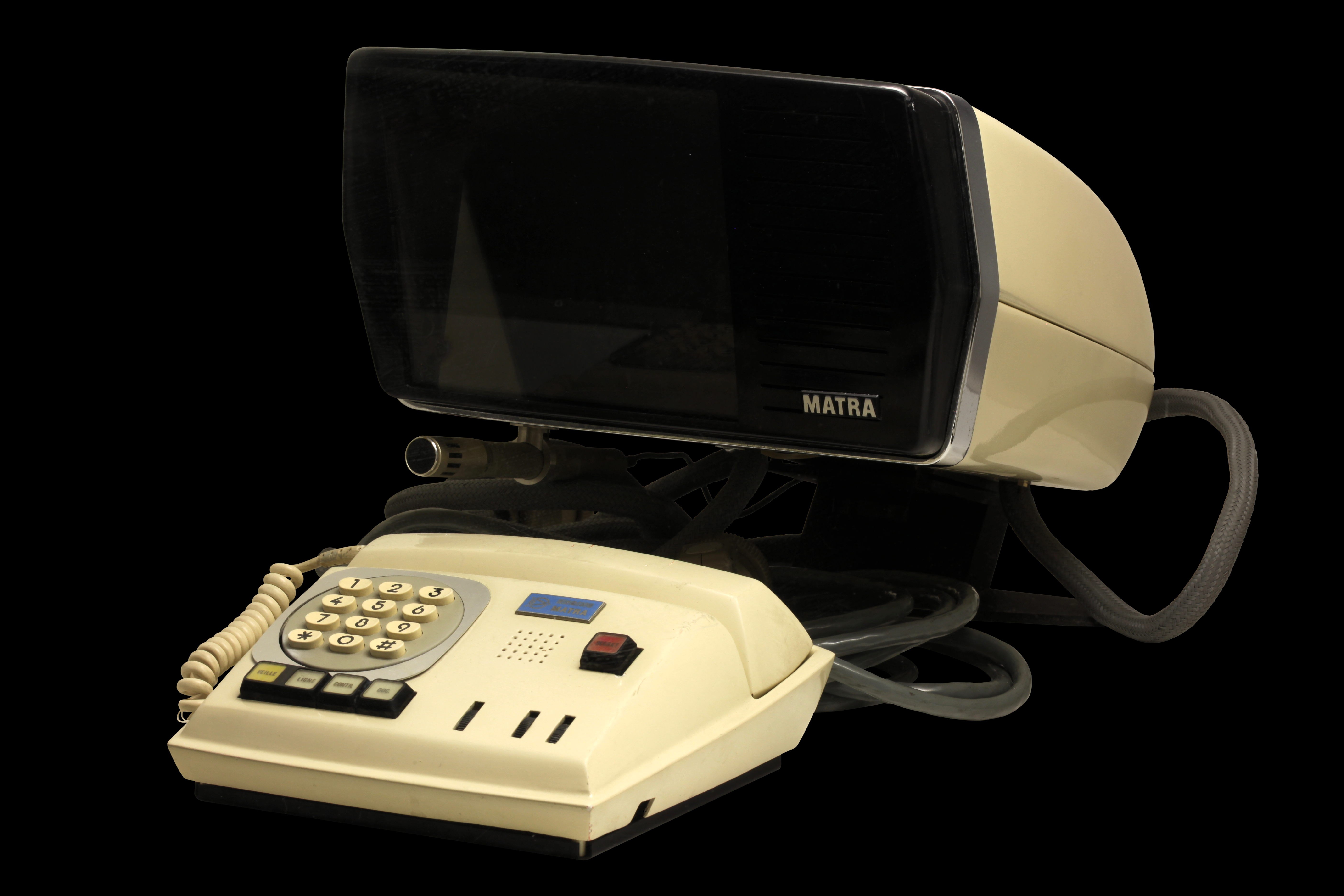
Videotelefono del '70 per rete fissa

La videotelefonia è la trasmissione, a distanza e in tempo reale, della voce e di immagini in movimento per mezzo di un impianto per telecomunicazioni.
La videotelefonia è una delle varie applicazioni delle telecomunicazioni.

## Storia
Una delle prime dimostrazioni di questa tecnologia di telecomunicazione, atta a dimostrare come essa possa aiutare gli utenti nel linguaggio dei segni a comunicare tra di loro, si è verificata quando videocitofono di AT&T (marchio registrato come "Picturephone") è stata presentata al pubblico nel 1964 a New York durante l'esposizione mondiale, due utenti non udenti (uno in fiera e l'altro in un'altra città) sono stati in grado di comunicare liberamente tra loro.
Varie organizzazioni, inclusa la Martlesham British Telecom e molte università hanno condotto ampie ricerche sulla firma tramite videotelefonia. L'uso del linguaggio dei segni via videotelefonia è stato ostacolato per molti anni a causa della difficoltà del suo utilizzo su linee telefoniche in rame dal segnale analogico lento, accoppiato con l'alto costo della migliore qualità ISDN (dati) delle linee telefoniche.
Questi fattori in gran parte scomparsi con l'introduzione dei codec video più efficienti e l'avvento di un costo inferiore di dati ad alta velocità ISDN e IP (Internet) nel 1990.
Questa tecnologia riprese piede nel terzo millennio con le videochiamate da telefono cellulare.

## Applicazioni pratiche della videotelefonia

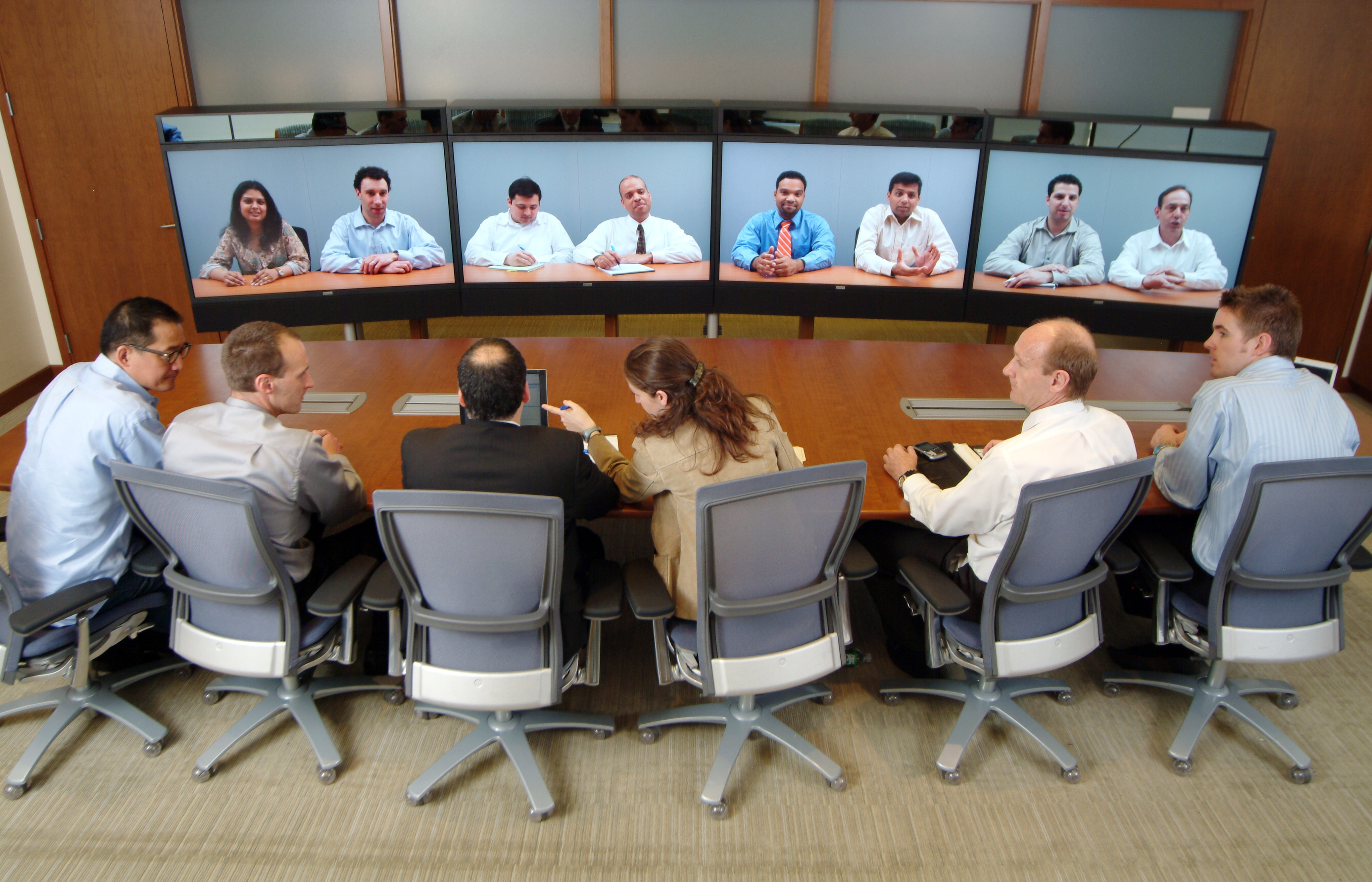
Videoconferenza

La videotelefonia è utilizzata principalmente per comunicare vocalmente e visivamente tra le persone. Tale tipologia di comunicazione è uno dei servizi principali offerti dalla rete telefonica generale, la più grande rete telefonica esistente al mondo, rete telefonica ad accesso pubblico che copre l'intero pianeta e che permette quindi di comunicare tra le persone di tutto il mondo.
Occasionalmente la videotelefonia realizzata attraverso la rete telefonica generale, vista la grande diffusione territoriale di tale rete telefonica, può anche essere utilizzata per la ripresa audiovisiva di particolari eventi sociali, ad esempio da un reporter per fornire in diretta ad un'emittente televisiva suono e immagini di un particolare evento di cronaca. Ciò è possibile per la possibilità della videotelefonia di trasmettere in tempo reale il suono e le immagini in movimento.

## Apparecchi telefonici per l'utente finale

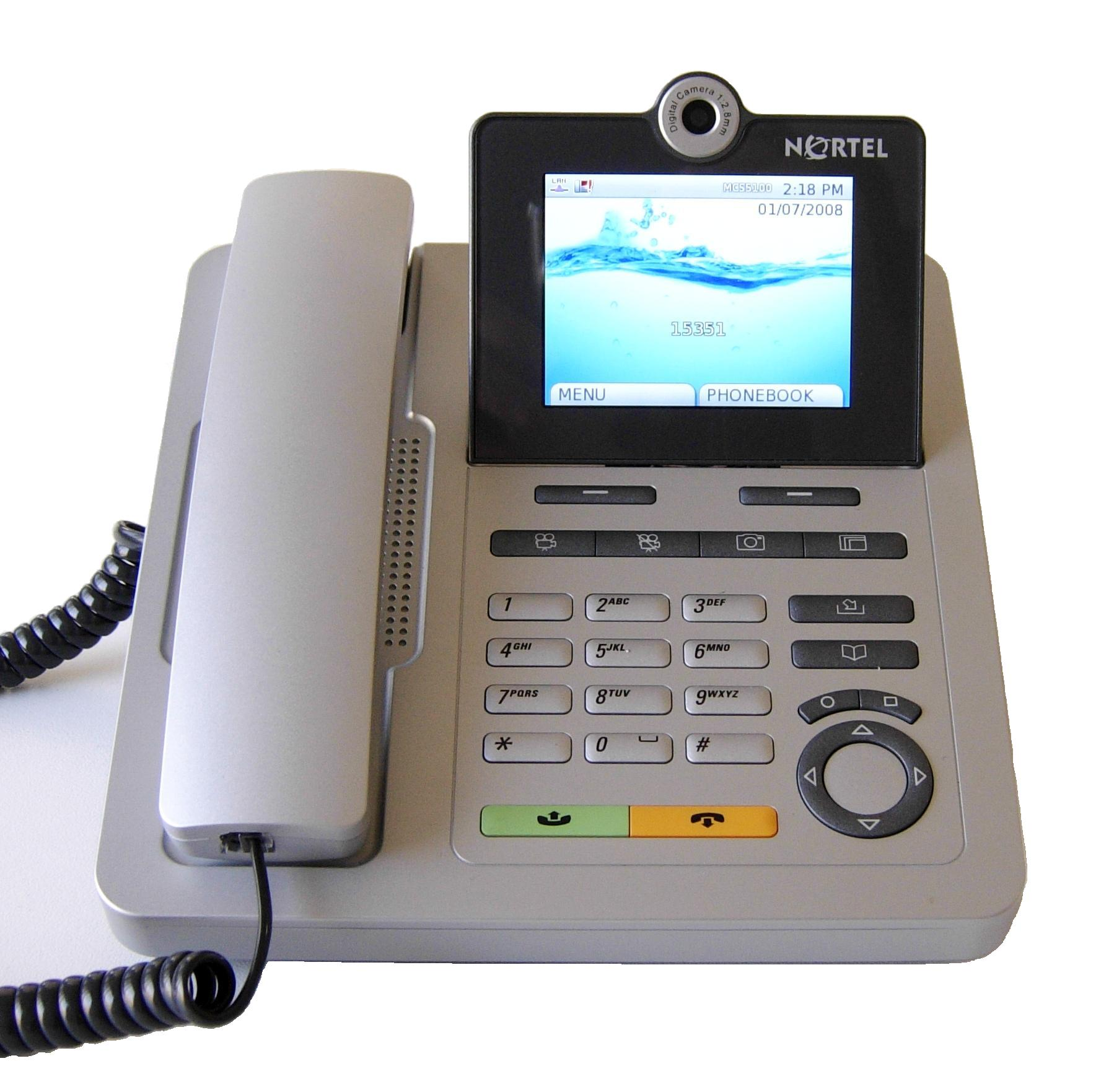
Videotelefono della rete fissa

Di seguito sono elencate le tipologie di apparecchi telefonici per l'utente finale utilizzati nella videotelefonia:
- per la telefonia fissa: 
  - videotelefono fisso;
  - videotelefono cordless;
  - videotelefono cordless da tavolo;
- per la telefonia cellulare: 
  - videotelefono cellulare;
- per la telefonia fissa e la telefonia cellulare: 
  - videotelefono cordless/cellulare.